# Dichaetanthera corymbosa
Dichaetanthera corymbosa är en tvåhjärtbladig växtart som först beskrevs av Célestin Alfred Cogniaux, och fick sitt nu gällande namn av Jacq.-fél.. Dichaetanthera corymbosa ingår i släktet Dichaetanthera och familjen Melastomataceae. Inga underarter finns listade i Catalogue of Life.